# George Preddy
George Earl Preddy Jr. est un as américain de la Seconde Guerre mondiale né le 5 février 1919 à Greensboro et mort au combat le 25 décembre 1944 près de Liège.
Il est inhumé au cimetière américain de Saint-Avold.

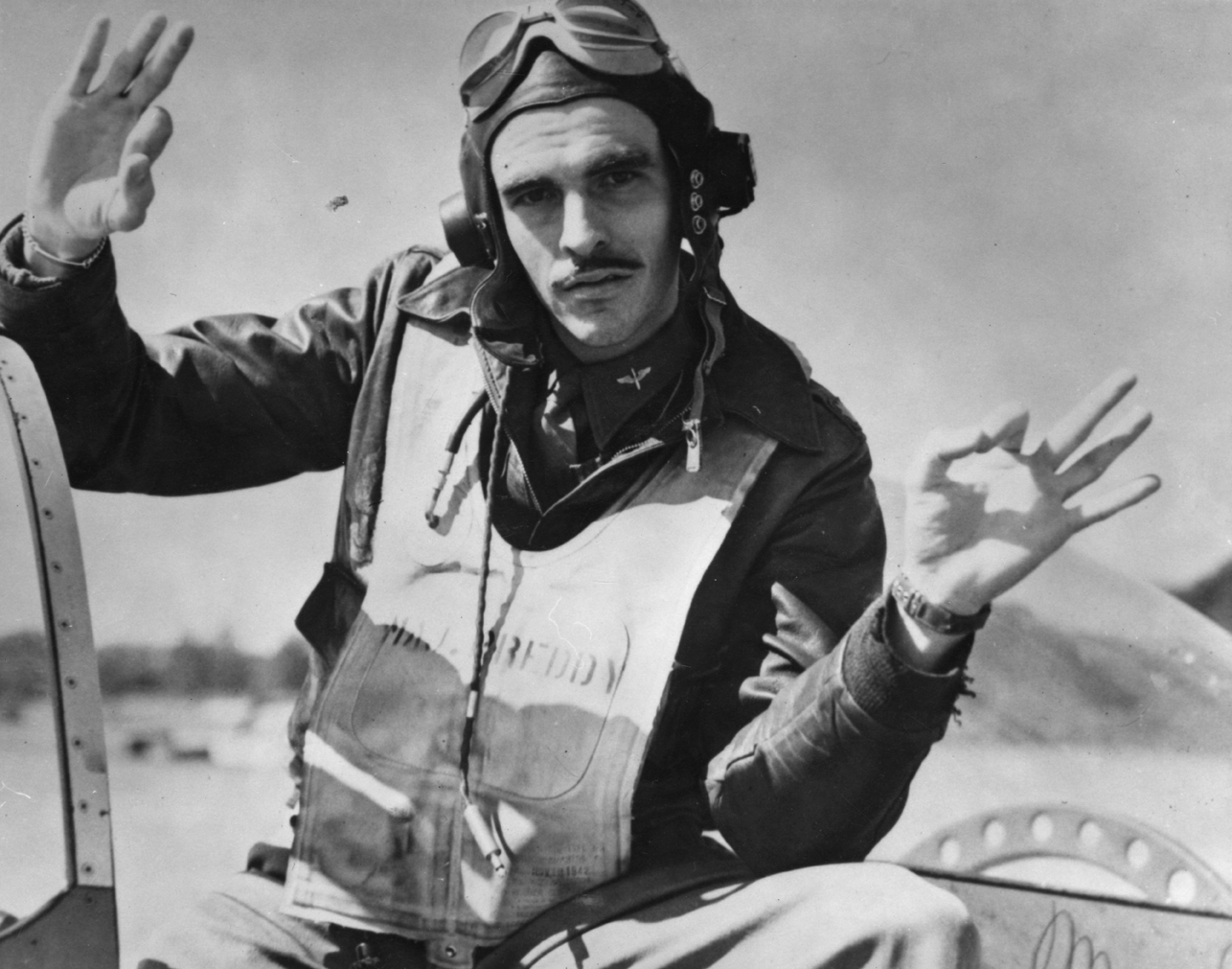
George Preddy.